# Gouvernement Schlüter II
Pour les articles homonymes, voir Schlüter.
 (août 2023).
Si vous disposez d'ouvrages ou d'articles de référence ou si vous connaissez des sites web de qualité traitant du thème abordé ici, merci de compléter l'article en donnant les références utiles à sa vérifiabilité et en les liant à la section « Notes et références ».
Royaume de Danemark
Schlüter I Schlüter III
Le gouvernement Poul Schlüter II (en danois : Regeringen Poul Schlüter II) est le gouvernement du royaume de Danemark entre le 10 septembre 1987 et le 3 juin 1988, durant la 59e législature du Folketing.

## Historique du mandat
Dirigé par le Premier ministre conservateur sortant Poul Schlüter, ce gouvernement minoritaire est constitué par une coalition entre le Parti populaire conservateur (KF), le Parti libéral (V), les Démocrates du centre (CD) et le Parti populaire chrétien (KFp). Ensemble, ils disposent de 70 députés sur 179, soit 39,1 % des sièges du Folketing.
Il bénéficie du soutien sans participation du Parti social-libéral danois (RV), du Parti du progrès (FP) et d' Atassut (At). Ensemble, ils disposent de 21 députés, soit 11,7 % des sièges du Folketing.
Il est formé à la suite des élections législatives anticipées du 8 septembre 1987.
Il succède donc au gouvernement Schlüter I, constitué par une coalition identique et bénéficiant des mêmes soutiens au Parlement.
Après avoir été mis en minorité au Folketing sur les relations avec l'OTAN, Schlüter prononce le 19 avril 1988 la dissolution de l'assemblée. Au cours des élections législatives anticipées du 10 mai, la majorité gouvernementale renforce son assise, ce qui permet la formation du gouvernement Schlüter III

## Composition
- Les nouveaux ministres sont indiqués en gras, ceux ayant changé d'attributions en italique.

| Fonction                                                 | Titulaire | Titulaire               | Parti |
| -------------------------------------------------------- | --------- | ----------------------- | ----- |
| Premier ministre                                         |           | Poul Schlüter           | KF    |
| Ministre des Affaires étrangères                         |           | Uffe Ellemann-Jensen    | V     |
| Ministre des Finances                                    |           | Palle Simonsen          | KF    |
| Ministre de la Justice                                   |           | Erik Ninn-Hansen        | KF    |
| Ministre de la Coordination économique                   |           | Erhard Jakobsen         | CD    |
| Ministre de l'Économie                                   |           | Knud Enggaard           | V     |
| Ministre de l'Environnement                              |           | Christian Christensen   | KFp   |
| Ministre de l'Éducation et de la Recherche               |           | Bertel Haarder          | V     |
| Ministre des Affaires sociales                           |           | Mimi Jakobsen           | CD    |
| Ministre des Affaires ecclésiastiques                    |           | Mette Madsen            | V     |
| Ministre de l'Énergie                                    |           | Svend Erik Hovmand      | V     |
| Ministre de la Pêche Ministre de la Coopération nordique |           | Lars P. Gammelgaard     | KF    |
| Ministre du Travail                                      |           | Henning Dyremose        | KF    |
| Ministre de l'Intérieur                                  |           | Thor Pedersen           | V     |
| Ministre de la Culture et des Communications             |           | Hans Peter Clausen      | KF    |
| Ministre de l'Industrie                                  |           | Nils Wilhjelm           | KF    |
| Ministre des Transports                                  |           | Frode Nør Christensen   | CD    |
| Ministre de la Fiscalité                                 |           | Anders Fogh Rasmussen   | V     |
| Ministre de la Santé                                     |           | Agnete Laustsen         | KF    |
| Ministre de l'Agriculture                                |           | Laurits Tørnæs          | V     |
| Ministre de la Défense                                   |           | Bernt Johan Collet      | KF    |
| Ministre du Logement                                     |           | Flemming Kofod-Svendsen | KFp   |